# Aldebaran Rock
Aldebaran Rock är en kulle i Antarktis. Den ligger i Västantarktis. Argentina, Chile och Storbritannien gör anspråk på området. Toppen på Aldebaran Rock är 950 meter över havet.
Terrängen runt Aldebaran Rock är lite kuperad. Trakten är obefolkad. Det finns inga samhällen i närheten.